# 西郷豊
西郷 豊（さいごう ゆたか、1981年7月20日 - ）は、日本の俳優。CRG（クリエイティブ・ガーディアン）所属。
佐藤佐吉演劇賞2013 最優秀主演男優賞受賞。

## 出演

### 舞台
- 「S.M.A.T!〜歌え!警視庁特別音楽劇班」（2012年）
- DULL-COLORED POP「人間失格」（2012年、作・演出谷賢一）
- ニコルソンズ『グッバイ・エイリアン』（2012年）
- 「スペース合コン」「スペース合コンBeyond 〜全員恋人〜」（2013年）
- 「ペテン師と詐欺師」（2013年）
- 渋谷ニコルソンズ「フィーバー5」（2014作・演出木下半太)
- コロブチカ「神と遊べば」（2014年）
- 朝劇西新宿「恋の遠心力」（2015年）
- 田村亮一座×渋谷ニコルソンズ「極楽プリズン」（2016年）
- 「DEATH TAKES A HOLIDAY」（2024年）[2]
- 「ヒーロー」（2025年公演予定）[3]

### テレビドラマ
- 悪夢の六号室（2013年、朝日放送）- 町田敬助 役
- チア☆ドル（2015年、朝日放送）- 正田 役
- 敏感探偵ジャスミン（2015年、朝日放送）- オリオン 役
- 仮面ライダーリバイス（2021年 - 2022年、テレビ朝日） - 伊良部正造 役[4]
- あなたがしてくれなくても 第1話（2023年4月13日、フジテレビ） - 店員 役

### 映画
- 翔んで埼玉 〜琵琶湖より愛をこめて〜（2023年11月23日） - 浦和支部長 役[5]

### テレビアニメ
- HUGっと!プリキュア（2018年、朝日放送→朝日放送テレビ） - オッサン、酒屋の店主 役

### Webドラマ
- リバイスレガシー 仮面ライダーベイル 第3 - 5話（2022年4月24日 - 5月22日、東映特撮ファンクラブ） - 伊良部正造 役

### オリジナルビデオ
- てれびくん超バトルDVD 仮面ライダーリバイス 2号ライダーはじめました～♪（2022年） - 伊良部正造 役

### ミュージックビデオ
- 1・2・3（2021年、からあげ姉妹（生田絵梨花・松村沙友理 from 乃木坂46））- 踊る清掃員 役